# Сероватый лангур
Сероватый лангур (лат. Presbytis comata) — вид приматов из семейства мартышковых. Эндемик острова Ява, Индонезия.

## Классификация
Выделяют два подвида сероватого лангура:
- Presbytis comata comata — западная Ява
- Presbytis comata fredericae — центральная Ява

## Описание
Пищеварительная система приспособлена к поеданию грубой растительной пищи и эффективно переваривает целлюлозу. Морда небольшая, узкая. Хвост длинный, узкий. Цвет шерсти варьируется от тёмно-серого до белого. Активны днём, могут проводить до пяти часов в день за грумингом.

## Распространение
Встречаются в западной части острова Ява в Индонезии. Ареал простирается на восток до горы Лаву. Населяют первичные и вторичные дождевые леса, встречаясь на высоте до 2500 метров над уровнем моря.

## Рацион
В рационе преимущественно листья, кроме того цветы, фрукты и семена. Зрелые листья составляют 6 % рациона, молодые листья — 62 %.

## Статус популяции
Международный союз охраны природы присвоил этому виду охранный статус «Уязвимый» (англ. Vulnerable) из-за быстрого разрушения среды обитания. Считается, что в начале XXI века осталось лишь 4 % их традиционной среды обитания. Количество животных в дикой природе оценивается в 1000 особей. Популяция сократилась на 50 % за десять лет по оценкам 2006 года. Подвид Presbytis comata frediricae является чрезвычайно редким и находится на грани полного вымирания.